# 애플토크
애플토크(AppleTalk)는 애플사가 컴퓨터 네트워킹을 위해 개발한 프로토콜 스위트이다. 1984년에 초기 매킨토시에 포함되었으며, TCP/IP 네트워킹의 선호로 인해 잘 쓰이지 않게 되었다. 구조적 측면에서 보면 애플의 매킨토시뿐 아니라 IBM 호환 PC와 같은 애플이 아닌 컴퓨터와 서로 통신할 수 있으며, 프린터나 서버 등의 리소스를 주고 받을 수 있게 되어 있다.

## 프로토콜
- 애플토크 주소 식별 프로토콜
- 애플토크 데이터 시스템 프로토콜
- 애플 파일링 프로토콜
- 애플토크 세션 프로토콜
- 애플토크 트렌섹션 프로토콜
- 데이터그램 전송 프로토콜
- 네임 바인딩 프로토콜
- 프린터 접근 프로토콜
- 라우팅 테이블 유지보수 프로토콜
- 지역 정보 프로토콜

## 네트워킹 모델
| OSI 모델     | 애플토크 계층 |
| ------------ | --- |
| 애플리케이션 | 애플 파일링 프로토콜 (AFP) |
| 프레젠테이션 | 애플 파일링 프로토콜 (AFP) |
| 세션         | 지역 정보 프로토콜 (ZIP) 애플토크 세션 프로토콜 (ASP) 애플토크 데이터 스트림 프로토콜 (ADSP)                                                |
| 전송         | 애플토크 트렌젝션 프로토콜 (ATP) 애플토크 에코 프로토콜 (AEP) 네임 바인딩 프로토콜 (NBP) 라우팅 테이블 유지보수 프로토콜 (RTMP)             |
| 네트워크     | 데이터그램 전송 프로토콜 (DDP) |
| 데이터 링크  | 이더넷 링크 접근 프로토콜 (ELAP) 로컬토크 링크 접근 프로토콜 (LLAP) 토큰토크 링크 접근 프로토콜 (TLAP) 광섬유 분배 데이터 인터페이스 (FDDI) |
| 물리         | 로컬토크 드라이버 이더넷 드라이버 토큰 링 드라이버 FDDI 드라이버                                                                            |

## 버전
| 애플토크 버전 | 애플 파일링 프로토콜 | 맥 운영체제 버전 | 설명 |
| ------------- | -------------------- | ---------------- | ---- |
| 56            |                      | 7.0              |      |
| 57.0.4        |                      | 7.1              |      |
| 58.1.1        |                      | 7.1.2            |      |
| 58.1.3        |                      | 7.5              |      |
|               | 3.0                  | X 10.0.3         |      |
|               | 3.1                  | X 10.3           |      |
|               | 3.2                  | X 10.4           |      |

## 참조
- Inside AppleTalk - original specification for the AppleTalk suite of protocols

## 같이 보기
- 원격 파일 시스템